# Lex Petronia
Die lex Petronia, auch lex Petronia de servis oder nur lex de servis genannt, war ein römisches Gesetz aus dem 1. Jahrhundert n. Chr., das verbot, Sklaven ohne richterliches Urteil zum Zwecke von Tierhetzen zu verkaufen.

## Inhalt
Post legem petroniam et senatus consulta ad eam legem pertinentia dominis potestas ablata est ad bestias depugnandas suo arbitrio servos tradere: oblato tamen iudici servo, si iusta sit domini querella, sic poenae tradetur.
„Nach der Lex Petronia und den zu demselben Gesetze erlassenen Senatsbeschlüssen wurde den Herren die Gewalt genommen, ihre Sklaven nach Belieben zum Kampf mit den wilden Tieren herauszugeben. War aber der Sklave dem Richter vorgestellt und des Herrn Beschwerde gerecht, darf er der Strafe übergeben werden.“

## Zweck
a) Dem Tierkampf musste ein richterliches Urteil vorangehen: „Sklaven durften nicht ohne richterliches Urteil zum Kampf mit Bestien bestimmt werden.“
b) Das Gesetz verbot „den Verkauf von Sklaven zur Tierhetze ohne richterliches Urteil.“
c) „Dieses Gesetz sollte das Los der Sklaven mildern und verhindern, dass Freilassungen aus der einen oder anderen Laune [...] überhandnahmen.“

## Entstehungszeit und Urheber
Wie der Name zeigt, handelt es sich um ein Gesetz, das von einem Petronius (wohl von einem Konsul oder Volkstribunen) in den Senat eingebracht worden war. Welcher der verschiedenen Konsuln dieses Namens der Urheber war, ist aber umstritten.
Längere Zeit vermutete man den für seine Milde bekannten Publius Petronius als Verfasser. Hierauf deuteten insbesondere die wohl kurz vor seinem Konsulat im Jahr 19 erarbeitete lex Iunia Norbana, die freigelassenen Sklaven unter bestimmten Umständen ein beschränktes latinisches Bürgerrecht gewährte und die unter seiner Ägide beschlossene lex Iunia Petronia die festlegte, dass bei Entscheidungen über die Frage, ob eine Person Sklave sei oder nicht, Stimmengleichheit für die Freiheit genügte.
Andere halten die lex Petronia de servis für einen „Volksbeschluss aus der Zeit des Augustus oder des Tiberius.“
Denkbar ist auch ein aktueller Bezug zum Jahr 57, in dem die Statthalter von Asia, Lykien und Kilikien wegen schwerer Verbrechen angeklagt waren. Durch ein Gesetz verbot Nero den Prokuratoren in den Provinzen, Fechterspiele oder eben auch Tierhetzen zu veranstalten, weil diese regelmäßig zu Gunsterschleichung und massiver Erpressung führen. In diesem Zusammenhang wäre Aulus Petronius Lurco, Suffektkonsul des Jahres 58, als einbringende Person in Betracht zu ziehen.
Manches spricht aber dafür, das Gesetz in Zusammenhang mit der aufsehenerregenden Massenhinrichtung der Sklaven des im Jahr 61 ermordeten Pedanius Secundus zu bringen. So interpretierte Bagnani die lex Petronia als extrem liberale Reaktion auf diese sehr restriktive Maßnahme, da mit dem Gesetz massiv in das sonst unveräußerliche Eigentumsrecht des römischen Herren an seinem Sklaven eingegriffen worden sei. Es ist aber auch denkbar, dass die besonders strenge Handhabung der alten Gesetze die immer mehr um sich greifende Liberalisierung einzudämmen versuchte.
Als mögliche Urheber des Gesetzes im näheren Umfeld der Sklavenmassentötung von 61 kommen somit in Frage:
- Aulus Petronius Lurco (Suffektkonsul 58)
- Publius Petronius Turpilianus (Konsul 61)
- Titus Petronius Arbiter, Konsul wohl zu Anfang der 60er Jahre
- Publius Petronius Niger (Suffektkonsul 62)

Bagnani behauptete, das Gesetz könne nicht in Kraft gewesen sein, als Titus Petronius in seinem Satyricon Anfang oder Mitte der 60er Jahre des 1. Jahrhunderts davon schrieb, dass Glykon seinen Kassierer „vor die wilden Tiere“ gebracht habe (dispensatorem ad bestias dedit, Petron. 45.8) und leitete hieraus weitgehende chronologische Folgerungen für das Entstehungsdatum des literarischen Werks ab. Diese Folgerung ist aus verschiedenen Gründen nicht haltbar. Auch ist nicht auszuschließen, dass das Gesetz nicht auch deutlich später eingebracht wurde, z. B. durch Marcus Petronius Umbrinus, den Suffektkonsul des Jahres 81.